# Crocidura obscurior
Crocidura obscurior — вид ссавців родини Soricidae. Він зустрічається в Кот-д'Івуарі, Гані, Гвінеї, Ліберії та Сьєрра-Леоне. Його природне середовище проживання — субтропічні або тропічні вологі рівнинні ліси.
C. eburnea, яка симпатрична C. obscurior у Кот-д'Івуарі, Ліберії та Гвінеї, і дуже схожа на неї, окрім того, що має довший череп, вважалася конспецифічною з C. obscurior до дослідження 2014 року, коли було визначено обидва як генетично відмінні види-сестри один одному.